# Apayxam
Los Apayxam o Ebahamo son una etnia extinta de Texas que pertenecían al grupo de Menanquén, subgrupo de los Coahuiltecos.
Los Apayxam vivían al norte del pueblo de Jackson según los historiadores.